# Addams Family Values
Addams Family Values est un jeu vidéo de type action-RPG développé et édité par Ocean Software en 1995 sur Mega Drive et sur Super Nintendo.
Il s'agit d'une adaptation du film Les Valeurs de la famille Addams de Barry Sonnenfeld, sorti en 1993.

## Système de jeu
Le joueur incarne Oncle Fétide (Oncle Fester en version originale). Ce dernier a pour mission de retrouver Puberté (Pubert en vo) nouveau-né de la famille Addams qui a été enlevé par la nourrice, Deddie Jellinsky, qui compte accaparer la fortune des Addams. Pour cela, il doit accomplir plusieurs missions et découvrir plusieurs endroits où il récoltera des objets (clés, parchemin...) pour accéder au monde suivant.